# Tricolia adamsi
Tricolia adamsi är en snäckart som först beskrevs av Philippi 1853.  Tricolia adamsi ingår i släktet Tricolia och familjen Tricoliidae. Inga underarter finns listade i Catalogue of Life.